# 雪峰崇圣寺
26°23′28″N 119°01′18″E / 26.3912436°N 119.0215613°E

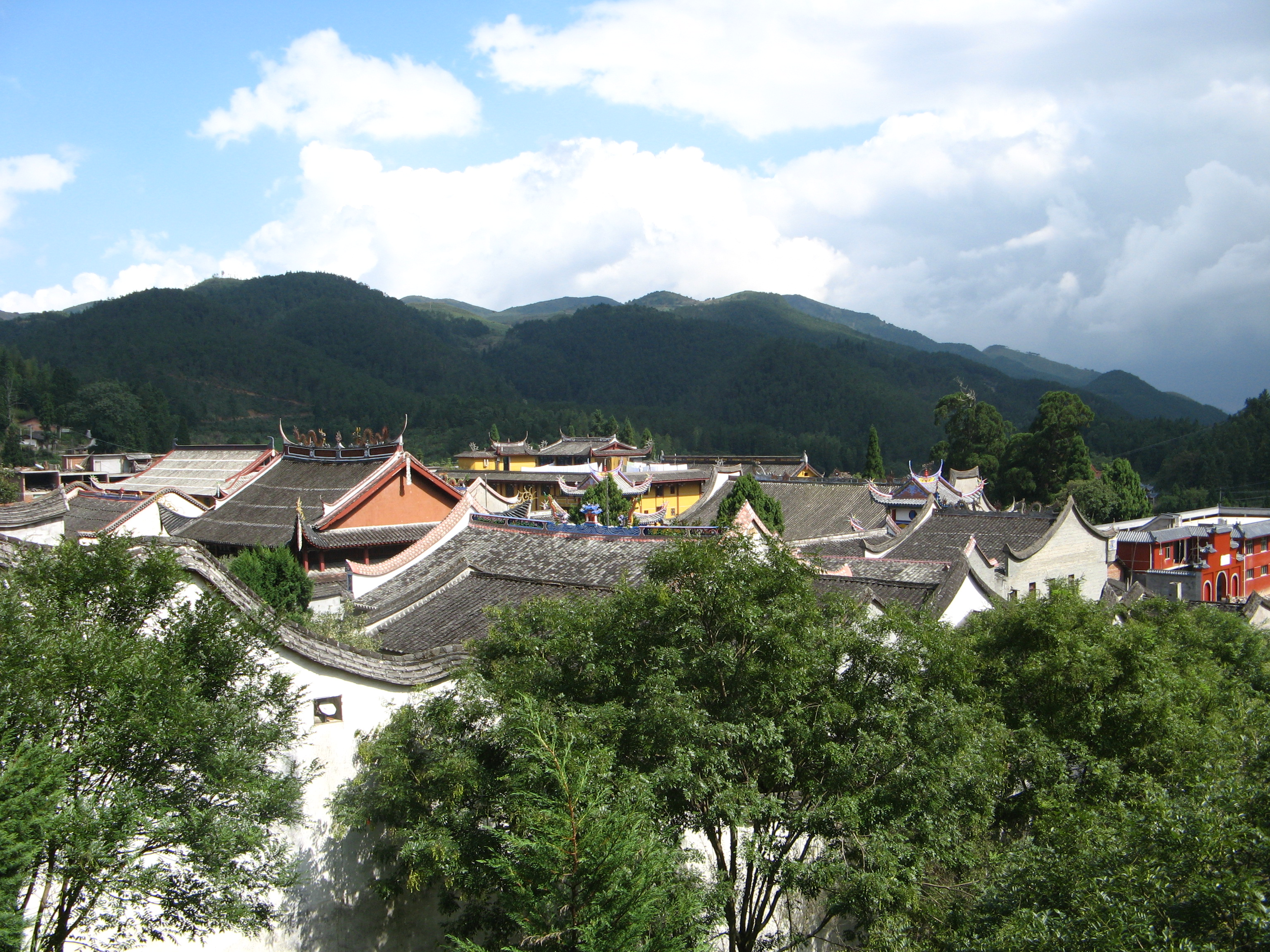
闽侯崇圣寺

闽侯崇圣寺，曾称应天广福禅院、应天雪峰禅院、雪峰崇圣禅寺，位于福建省福州市闽侯县的雪峰山山麓，是禅宗流派云门宗、法眼宗的发源地，汉族地区佛教全国重点寺院之一。

## 简介
该寺建于唐朝咸通十一年（870年），初名应天广福禅院，或称应天雪峰禅院，为雪峰义存禅师所建，雲門文偃、玄沙師備兩位法师都出于此寺。宋太平兴国三年（978年），改为雪峰祟圣禅寺。明永乐二年（1404年）、清光绪十三年（1887年）重新修葺。民國十七年（1928年），圆瑛法师住持该寺并加以修葺，後毁于抗日战争，1979年重修。
寺中藏有五代后梁开平元年（907年）建造的义存祖师塔，还有枯木庵唐代树腹题。此外，该寺藏经阁中还藏有《碛砂藏经》、梵文《频迦藏》等。